# International Credit Insurance & Surety Association
De International Credit Insurance & Surety Association (ICISA), in het Nederlands: Internationale Vereniging voor Kredietverzekering en Borgtochten, is een branchevereniging voor bedrijven die handelskredieten verzekeren, kredieten herverzekeren en/of borgtochten verstrekken. De vereniging speelde een rol in de vorming van de internationale markt voor handelskredietverzekering. ICISA publiceert rapporten en organiseert bijeenkomsten over kredietverzekering en het belang ervan voor de wereldeconomie.

## Geschiedenis
In 1928 richtten acht bedrijven de International Credit Insurance Association (ICIA) op, naar aanleiding van de eerste internationale conferentie over handel en kredietverzekeringen, gehouden in Londen in 1926. Vijf van de oprichters (Cobac uit België, Hermes uit Duitsland, SFAC uit Frankrijk, SIAC uit Italië en Trade Indemnity uit het Verenigd Koninkrijk) werden in de loop van de tijd opgenomen in Allianz Trade. De andere drie oprichters waren Eidgenössische (nu AXA) uit Zwitserland; Crédito y Caución uit Spanje en de Nederlandsche Credietverzekering Maatschappij (NCM) deze laatste twee nu onderdeel van Atradius.
Na de Tweede Wereldoorlog nam de internationale handel snel toe en werd financiering een belangrijk instrument voor exportpromotie. Er was behoefte aan internationale coördinatie op het gebied van handelskredietverzekeringen.  ICIA vervulde deze rol voor particuliere kredietverzekeraars en het ledenaantal groeide gestaag. In de jaren vijftig werd de vereniging opengesteld voor bedrijven die borgstellingen verstrekten en werd de naam veranderd naar ICISA.  In 2000 nam ICISA ook bedrijven op die herverzekeringen aanbieden.

## Organisatie
Het kantoor van ICISA is gevestigd in Schiphol. De vereniging bevordert samenwerking tussen verzekeringsmaatschappijen en externe belanghebbenden, zoals onder andere toezichthouders, beleidsmakers, banken en wetenschappers. ICISA neemt deel aan het Digital Standards Initiative van de Internationale Kamer van Koophandel en is lid van de Expert Group on Enhanced Coordination of External Financial Tools van de Europese Commissie.

## Publicaties
ICISA publiceert boeken en rapporten met statistieken en analyses over kredietverzekering en het belang ervan in de wereldeconomie.  In sommige publicaties werkt ICISA samen met de Berne Union, een zusterorganisatie voor exportkredietinstellingen.
- ICISA (2007), Catalogue of Trade Credit terminology
- ICISA (2015), Guide to Trade Credit Insurance. Anthem Press[12]

## Leden
In 2024 telde de organisatie 58 leden. Samen zorgden ze in 2023 voor een risicobescherming ter waarde van 16,3 miljard euro. Onderstaand een lijst van leden met een artikel op de Nederlandstalige Wikipedia.
- American International Group
- Allianz Trade
- Atradius
- Aviva
- AXA

- Chubb Limited
- Coface
- Credendo
- Green Stars BNP Paribas
- Groupama

- Münchener Rück
- Ping An Insurance
- Swiss Re
- Travelers
- Zurich Insurance Group

## Externe koppeling
- ICISA website

- Library of Congress Control Number: no2016027356
- Virtual International Authority File: 317277676

Dit artikel of een eerdere versie ervan is een (gedeeltelijke) vertaling van het artikel International Credit Insurance & Surety Association op de Engelstalige Wikipedia, dat onder de licentie Creative Commons Naamsvermelding/Gelijk delen valt. Zie de bewerkingsgeschiedenis aldaar.